# Obština Săedinenie
Obština Săedinenie (bulharsky Община Съединение) je bulharská jednotka územní samosprávy v Plovdivské oblasti. Leží ve středním Bulharsku v Hornothrácké nížině a také na jižním úpatí Sredné gory. Správním střediskem je město Săedinenie, kromě něj obština zahrnuje 9 vesnic. Žije zde necelých 9 tisíc stálých obyvatel.

## Sídla
Všechna sídla v obštině jsou samosprávná.
| - Carimir - Ceretelevo - Dragomir - Goljam Čardak | - Ljuben - Malăk Čardak - Najden Gerovo - Nedelevo | - Pravište - Săedinenie (sídlo správy) |

## Sousední obštiny
| Růžice kompasu | Strelča            | Chisarja | Kalojanovo | Růžice kompasu |
| Růžice kompasu | Sever              |          |            | Růžice kompasu |
| Růžice kompasu | Obština Săedinenie |          |            | Růžice kompasu |
| Růžice kompasu | Jih                |          |            | Růžice kompasu |
| Růžice kompasu | Pazardžik          | Rodopi   | Marica     | Růžice kompasu |

## Obyvatelstvo
V obštině žije 8 958 stálých obyvatel a včetně přechodně hlášených obyvatel 10 003. Podle sčítáni 1. února 2011 bylo národnostní složení následující:
- Bulhaři: 8 678 (89.6 %)
- Romové: 787 (8.1 %)
- Turci: 183 (1.9 %)
- ostatní: 34 (0.4 %)